# Бестужев-Лада, Игорь Васильевич
И́горь Васи́льевич Бесту́жев-Ла́да (12 января 1927, село Лада, Пензенская губерния — 6 декабря 2015, Москва) — советский и российский историк, социолог и футуролог, специалист в области социального прогнозирования и глобалистики. Доктор исторических наук, профессор, заслуженный деятель науки РСФСР (1988). Лауреат золотой медали Н. Д. Кондратьева 2001 года «за выдающийся вклад в развитие общественных наук».

## Биография
В 1950 году окончил Московский государственный институт международных отношений (МГИМО) по специальности «история»; в 1953 году защитил диссертацию на соискание учёной степени кандидата исторических наук по теме «Русское военное искусство в Крымской войне 1853—1856 годов», в 1963 году — на соискание учёной степени доктора исторических наук по теме «Борьба в России по вопросам внешней политики. 1906—1910».
В 1954—1966 годах был научным сотрудником Института истории АН СССР. С 1967 года работал заведующим сектором социального прогнозирования в Институте международного рабочего движения АН СССР, а также в Институте конкретных социальных исследований АН СССР (в настоящее время — Институт социологии РАН), в котором работал до последнего времени.
Свои публицистические работы в области новой науки футурологии с 1961 по 1967 год вынужденно публиковал под псевдонимом «И. Лада», опасаясь, что реакция окружающих на непривычные научные взгляды могла навредить ему по основному месту работы. С 1967 года стал публиковаться под двойной фамилией Бестужев-Лада.
С 1969 года (с перерывами) — профессор социологического факультета МГУ им. Ломоносова. Читал курс лекций «Основы научного коммунизма» на Высших курсах сценаристов и режиссёров. С 1989 года — председатель Центрального совета Педагогического общества России, от которого в 1990 году неудачно баллотировался на Съезд народных депутатов РСФСР. С 1992 года — академик-секретарь отделения образования и культуры, действительный член Российской академии образования.
В 1995 году баллотировался в Государственную думу по списку «Общего дела» Ирины Хакамада.
С 2000 года возглавлял учёный совет Гуманитарно-прогностического института, который был создан на базе учебного центра российского отделения Международной академии исследований будущего.
На 2002 год — президент Международной академии исследований будущего, действительный член Российской академии естественных наук, Международной академии информатизации, Академии космонавтики и Международной академии гуманизации образования. Проректор Российского открытого университета, генеральный директор Института прогностики при РОУ.
С 2002 года — член консультативного совета при Генсовете «Единой России».
С 2006 года — почётный президент Международной академии исследований будущего.
Являлся членом Совета по делам молодёжи при президенте Российской Федерации.
Автор нескольких десятков монографий и брошюр, свыше двух тысяч статей в периодических изданиях, а также ряда статей («Прогнозирование», «Прогностика», «Футурология» и др.) в третьем издании Большой советской энциклопедии и Большой российской энциклопедии.
Скончался 6 декабря 2015 года. Урна с прахом захоронена в колумбарии Домодедовского кладбища Московской области.

## Семья
- Жена — Бестужева Ольга Николаевна

Дети:
- Дочь — Светлана Игоревна Бестужева-Лада.
- Сын — Бестужев Владимир Игоревич.

## Монографии и брошюры
- Крымская война 1853—1856. М., 1956
- Борьба в России по вопросам внешней политики. М., 1961
- Если мир разоружится. М., 1961
- Борьба большевиков против милитаризма и угрозы войны в годы нового революционного подъёма. М., 1962
- Контуры грядущего. М., 1965. (в соавторстве с О. Писаржевским)
- Социальное прогнозирование. М.: Знание, 1969
- Молодёжи о научно-технической революции. М., 1970
- Окно в будущее. М.: Мысль, 1970
- Проблемы прогнозирования образа жизни в условиях развитого социалистического общества. Киев, 1975
- Прогнозирование электрификации быта. М., 1977 (в соавторстве с Лутовининым В. С.)
- Проблемы социального прогнозирования. М., 1978
- Прогнозирование в социологических исследованиях (1978).
- Прогнозирование социальных потребностей (1978).
- Кризис буржуазных концепций будущего человечества. М.: Знание, 1979
- Семья: вчера, сегодня, завтра. М.: Знание, 1979
- Социальные показатели жизни советского общества. Методологические проблемы (в соавт., 1980).
- Рабочая книга по прогнозированию (в соавт., 1982).
- Социальные проблемы молодёжи. М., 1982
- Поисковое социальное прогнозирование: перспективные проблемы общества. Опыт систематизации М., 1984.
- Молодость и зрелость. Размышления о некоторых социальных проблемах молодёжи. М.: Политиздат, 1984.
- Мир нашего завтра. М.: Мысль,1986.
- Нормативное социальное прогнозирование: возможные пути реализации целей общества. Опыт систематизации. М.: Наука, 1987.
- У истоков мироздания. От Большого Взрыва и до той поры, когда на Земле появился Человек Разумный. М.: Детская литература, 1987.
- Бестужев-Лада И. В. Научный коммунизм. Учебное пособие. М. Политиздат. 1988 г. 463 с.
- Ступени к семейному счастью. М.: Мысль, 1988.
- К школе XXI века Размышления социолога. М.: Педагогика, 1988.
- История твоих родителей. Разговор с молодым поколением. М., 1988.
- Какая ты, молодёжь? М.: Московский рабочий, 1988.
- Открывая Высоцкого… М.: Знание, 1988; 2-е изд., М.: Московский рабочий, 1989; 3-е изд., 2001.
- Наш молодой современник. Диалоги и размышления (в соавт., 1988).
- Русская интеллигенция как промежуточный социальный тип (1992).
- Безработица? Не может быть! М.: Знание, 1992.
- Технология прогнозных разработок социальных процессов (1992).
- Институциональные и стихийные факторы в процессах социализации. Подходы к проблеме (1992).
- Прогнозное обоснование социальных нововведений М.,1993.
- The future of the moment before: scenarios for Russian society, torn between political and institutional discontinuities and social continuities (1993).
- Предпринимательские ценности в маргинальной среде (1994).
- Феномен социального лидера (1994).
- Институт президентства и массовое сознание. Новый облик власти в модернизирующемся обществе (1995).
- Юмолирика. Трагиэпика. Квазифантастика. К 70-летию со дня рождения (1996).
- Альтернативная цивилизация (1996).
- Перспективы развития культуры в проблематике социального прогнозирования (1996).
- В преддверии Страшного Суда, или Избежим ли предреченного в Апокалипсисе? М.,1996.
- Россия накануне XXI века, 1904—2004. От колосса к коллапсу и обратно (1997).
- Альтернативная цивилизация (1998).
- В лабиринтах эмансипации. Женщина как социальная проблема (2000).
- Социальное прогнозирование. Курс лекций (2001).
- Безумная правда жизни. Повести и рассказы (2002).
- Альтернативная цивилизация. Единственное спасение человечества (2003).
- Свожу счёты с жизнью. Записки футуролога о прошедшем и приходящем (2004).
- Третья и четвёртая мировые войны: ход и ожидаемый исход (2005).
- Моя богоданная Россия. Очерк истории восьми диктатур (862—2000 — 20??) (2007).
- Очень уж краткая история человечества с древнейших времён до наших дней и даже несколько дольше (2007).

Статьи
- Сборники статей: 1, 2
- И. В. Бестужев-Лада. Исследования будущего: проблемы и решения
- И. В. Бестужев-Лада. Исследования будущего в СССР (1961—1990) и России (1991—2000)
- И. В. Бестужев-Лада. На авось не пронесёт // «Московский комсомолец», 19.05.2006
- И. В. Бестужев-Лада. Я люблю смотреть, как умирают дети // «Эксперт Урал», 2006, № 43(260)
- И. В. Бестужев-Лада. В преддверии Страшного Суда, или Избежим ли предреченного в Апокалипсисе? // «Физкультура, образование и наука», 1996
- И. В. Бестужев-Лада. Свожу счёты с жизнью. Отрывки. // Москва, «Алгоритм», 2004
- И. В. Бестужев-Лада. Долгий уход из Академии образования

## Научные и общественные взгляды
Как автор популярных изданий по социологии и социальному прогнозированию И. В. Бестужев-Лада неоднократно выступал по актуальным вопросам современной жизни:

Неужели не понятно, что дискотека в её современном виде — это разновидность наркотического дурмана? И конечный результат ничем не отличается от стакана водки или сигареты с «травкой». Впрочем, кое-чем отличается. Пройдёт ещё 10-14 лет, и самые старшие из нынешних рокеров, на пятом-шестом десятке лет своей жизни, толпами повалят к ушникам, как ходили в своё время рабочие, глохшие от беспрерывного грохота на клёпочных заводах.

## Награды
- Медаль ордена «За заслуги перед Отечеством» II степени (21 октября 1996)[10],
- Орден Дружбы (6 апреля 2002)[11],
- Орден Почёта (31 мая 2007)[12].